# ارنی پیل
 ارنی پیل (انگلیسی: Ernie Pyle؛ ۳ اوت ۱۹۰۰ – ۱۸ آوریل ۱۹۴۵) یک خبرنگار اهل ایالات متحده آمریکا بود.